# Amazon Appstore
Amazon Appstore for Android là một cửa hàng ứng dụng dành cho hệ điều hành Android được quản lí bởi Amazon.com. Amazon Appstore được trình làng vào ngày 22 tháng 3 năm 2011 và khả dụng tại gần 200 quốc gia. Các nhà phát triển được trả 70% giá niêm yết của ứng dụng hoặc số tiền từ việc mua các ứng dụng của người dùng.
Ngày 28 tháng 9 năm 2011, Amazon ra mắt máy tính bản Kindle Fire. Máy tính bản được thiết kế với mục đích trở thành phương tiện tiêu dùng trong hệ thống của Amazon, chỉ có mặt trên thị trường Amazon Appstore, không có trên Google Play. Cùng với máy tính bảng là một bản thiết kế mới dành cho Amazon Appstore, được thiết kế nhằm mục đích tích hợp vào giao diện người dùng của máy tính bảng và hoạt động tốt hơn.
Ngày 18 tháng 6 năm 2014, BlackBerry đưa ra thông báo chính thức mối quan hệ hợp tác với Amazon bao gồm cả việc có thể truy cập Amazon Appstore từ hệ điều hành BlackBerry 10.3.

## Tính năng
Amazon Appstore chứa tính năng "Free App of the Day". Đó là tính năng mà mỗi ngày, một ứng dụng, thường là các trò chơi, sẽ được tặng miễn phí. Vào ngày ra mắt, trò chơi được chọn là Angry Birds Rio (bản không quảng cáo), khi bản thân nó đã là một trò chơi dùng cho quảng bá. Vào ngày ra mắt tại châu Âu, ứng dụng miễn phí được chọn là Angry Birds (bản không quảng cáo). Tính năng "Free App of the Day" đã tạo ra ngoại lệ trong các khoản thanh toán của Amazon, khi không cung cấp cho nhà phát triển bất kỳ giá niêm yết nào trong ngày.
Tính năng "Drive Test" của cửa hàng cho phép người dùng có thể thử một ứng dụng nào đó trên trình duyệt web bằng cách tung ra một bản sao của Android trên cloud của Amazon EC2 trong vòng nửa giờ. Dịch vụ Test Drive đã ngừng hoạt động vào năm 2015, Amazon cho biết dịch vụ đã bị từ chối, một phần do nhiều ứng dụng không hỗ trợ tính năng này và tỷ lệ ngày phát triển của mô hình kinh doanh "free-to-play" khiến nó trở nên lỗi thời.
Tháng 5 năm 2013, Amazon giới thiệu Amazon Coin dưới dạng hình thức thanh toán của cửa hàng.

## Số lượng ứng dụng
Phiên bản Appstore dành cho Android với khoảng 3800 ứng dụng được ra mắt vào tháng 3 năm 2011. Vào tháng 6 năm 2014, cửa hàng ứng dụng đã tăng trưởng đáng kể so với cùng kì năm trước, khi tăng gấp ba lần số ứng dụng từ 80.000 đến con số 240.000. Tính đến tháng 6 năm 2015, cửa hàng đã có gần 334,000 ứng dụng.

## Phản hồi
Không lâu sau khi Amazon Appstore ra mắt, International Game Developers Association (IGDA) viết một bức thư ngỏ, bày tỏ các mối quan ngại, phần lớn về những điều khoản trong vấn đề phân phối của Amazon. Mối lo ngại chủ yếu là các điều khoản của Appstore bắt buộc các nhà phát triển phải giảm vĩnh viễn mức giá trên AppStore của họ nếu họ có bất kì quảng cáo nào trên các cửa hàng khác và Amazon có thể giảm giá bất kì một ứng dụng nào đó cũng như quyết định giảm phần lợi nhuận của nhà phát triển mà không cần phải xin phép. Trả lời thư, Amazon cho biết đã làm rõ các thỏa thuận với nhà phát triển Appstore, nhưng điều này không làm giảm bớt mối quan ngại của IGDA, họ tuyên bố rằng "các điều khoản của Amazon thể hiện mối đe dọa đối với các nhà phát triển trò chơi".
Tháng 7 năm 2011, nhà phát triển người Thụy Điển Bithack đã gỡ ứng dụng Apparatus ra khỏi Appstore và viết một bức thư ngỏ, giải thích rằng cửa hàng là một "thảm họa" cho các nhà phát triển độc lập. Các vấn đề chủ yếu liên quan đến việc quá trình xét duyệt diễn ra rất chậm, sự vắng mặt của các phương tiện lọc các thiết bị không được hỗ trợ, và Amazon tự thay đổi giá của ứng dụng mà không hỏi ý kiến của nhà phát triển, khiến IGDA phải nhắc lại các cảnh báo liên quan đến những chính sách của Amazon một lần nữa.

## Cáo buộc vi phạm thương hiệu của Apple
Apple đã đệ đơn kiện Amazon vì hành vi sử dụng tên giống với tên App Store của Apple. Amazon tuyên bố rằng thuật ngữ này quá phổ biến để đăng ký thành nhãn hiệu riêng và yêu cầu thẩm phán miễn nhiệm vụ kiện. Apple phản hồi lại rằng phía Amazon đã cố trốn tránh vụ kiện, đưa ra tuyên bố Amazon đang làm ảnh hưởng đến thương hiệu App Store khi sử dụng tên khá giống với tên thương hiệu của họ. Một thẩm phán liên bang đã từ chối yêu cầu của Apple về lệnh cấm sơ bộ, đồng thời cũng không đồng ý với tuyên bố của phía Amazon rằng thuật ngữ này phổ biến và trích dẫn rằng Apple đã không thiết lập "khả năng nhầm lẫn" cho dịch vụ của mình với các dịch vụ của Amazon để có được lệnh cấm. Apple sau đó đã thay đổi cáo buộc của mình sau khi Amazon bắt đầu quảng cáo cho Kindle Fire, chuyển sang một cáo buộc mới khi cho rằng Amazon đang cố gắng gây nhầm lẫn cho khách hàng nhiều hơn với phần “dành cho Android” được cho vào “Amazon Appstore dành cho Android”. Trong đơn khiếu nại sửa đổi, Apple đã viết rằng “Việc sử dụng tên khá giống của Amazon cũng có thể làm giảm thiện chí của người dùng với dịch vụ App Store của Apple và các sản phẩm của Apple được thiết kế cho App Store, khi người dùng nhầm lẫn giữa dịch vụ App Store của Apple với các dịch vụ có chất lượng kém hơn của Amazon.”
Tháng 1 năm 2013, tuyên bố của Apple đã bị bác bỏ bởi một thẩm phán quận của Mỹ, người đã đưa lập luận rằng công ty không đưa ra bằng chứng cho thấy Amazon đã "cố gắng" để bắt chước trang web hoặc quảng cáo của Apple" hay quảng bá rằng dịch vụ của nó "sở hữu những đặc điểm và chất lượng mà công chúng mong đợi từ Apple APP STORE và/hoặc các sản phẩm của Apple". Tháng 7 năm 2013, phía Apple đã từ bỏ vụ kiện.